# 佩里沃爾岩
62°42′02″S 61°20′52″W / 62.70056°S 61.34778°W

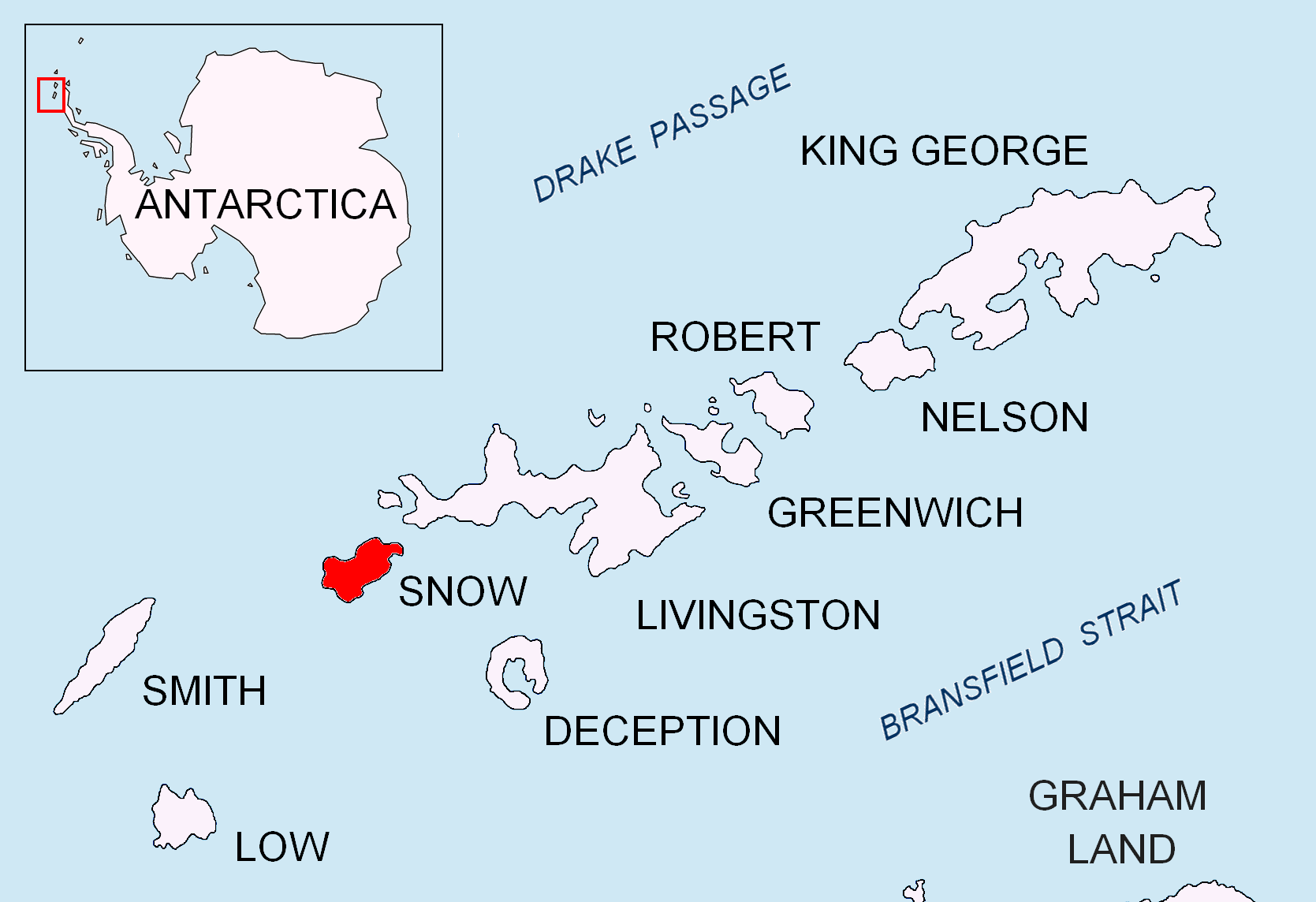

佩里沃爾岩（Perivol Rock），是南極洲的岩石，位於南設得蘭群島的雪島，處於廷布倫角西北面0.75公里和梅茲德拉角東北面1.28公里，長0.23公里、寬0.17公里，以保加利亞西部城鎮命名，現時由南極條約體系管理。